# Сабля Надир-шаха
Сабля Надир-шаха (Сабля хромого Тимура) — клинковое холодное оружие, чьим владельцем предположительно был афшарский правитель Надир-шах. Местом хранения реликвии является музей города Кубачи (Дагестан, Россия). 
Стоимость реликвии в 2017 году оценивалась в 1 млн. долларов или 1 млн. евро..

## Описание
Сабля Надир-шаха также описывается как шашка или меч. Сабля имеет редкий раздвоенный клинок (Зульфикар) и рукоять выполнена из слоновой кости в виде хищного зверя (дикой кошки). 
На клинке имеются надписи, что она «изготовлена в мастерской Лахора в 473 году» (1081). На грани клинка, в продольном углублении, написано: «Эту саблю захватил в качестве трофея Победитель Вселенной – Тимур в числе оставшихся вещей Султана Махмуд-Шаха Насреддина после его бегства в Гуджарат в 801 году (1398), и он, опоясавшись ею, возвратился в страну Фарс». С правой стороны клинка подпись: «…Надир-шах, в качестве трофея, захватил эту саблю в городе Дели из казны Равшан – сестры Мухаммед-шаха сына Джахан-шаха – одного из Гурханийских владык, и он опоясался ею в 1152 году» (1739)
Реплика сабли имела длину 95 см, ширину клинка 5 см. Рукоять украшена золотом. Клинок из дамасской стали

## Легенды
По легенде владельцем сабли был сам пророк Мухаммед, который получил ее из рук ангела Джибрила перед битвой при Бадре. Затем сабля перешла к зятю пророка халифу Али. Номинальный владелец сабли Надир-шах потерял саблю во время похода на Дагестан.

## Кражи
Саблю Надир-шаха пытались украсть трижды и трижды она возвращалась в дагестанский музей в посёлке Кубачи. Первый раз в 1993 году за заказу арабского бизнесмена. Грабители попали в аварию при попытке пересечения границы с Азербайджаном.  Второй раз саблю попытались украсть боевики в 2000 году, которые взяли в заложники родственника директора музея. Третий раз саблю Надир-шаха попытались украсть в ночь на 10 июня 2017 года. Спустя 2 месяца грабители были задержаны в Подмосковье.